# 電撃15年祭
電撃15年祭とは2007年11月24日25日に幕張メッセでメディアワークスの創立15周年を記念して開催されたイベントである。
様々な物販やラジオの公開録音、ステージイベントが行われ、活況を呈した。ラストのステージイベントでは『シスター・プリンセス』のスペシャル・ステージが行われた。
入場者数は1日目が2万1534人、2日目が2万3848人の計4万5382人と発表された。